# Ich bin aus jenem Holze
Ich bin aus jenem Holze ist das vierte deutsche Studioalbum des deutschen Liedermachers Reinhard Mey und erschien 1971 bei Intercord.

## Inhalt
Das Album beginnt mit einer Parodie auf die Anfang der 1970er populären Spionage- und Agentenfilme: Das Geheimnis im Hefeteig oder Der Schuß im Backofen.
Eine weitere Parodie ist das inzwischen redensartliche Lied Der Mörder ist immer der Gärtner, das die Vorhersehbarkeit in Kriminalfilmen, wer der Täter ist, persifliert. Es parodiert damit die in den 1960er Jahren populären Agatha-Christie- und Edgar-Wallace-Filme. Zu diesem Lied wurden später weitere Strophen getextet, wie beispielsweise auf dem Live-Album 20.00 Uhr zu hören.
Das Lied Cantus 19b macht sich mit einem Nonsenstext lustig über bestimmte moderne Lyrik-Strömungen, die Quantität über Qualität stellen.
Wie üblich finden sich Liebeslieder auf dem Album mit Längst geschlossen sind die Läden, Ich glaube, so ist sie und dem Jubellied Sie ist zu mir zurückgekommen. Das Lied Ich trag’ den Staub von deinen Straßen oder Berlin ist quasi eine Liebeserklärung an Berlin.
Im Lied 71 1/2 macht der Dichter eine Abrechnung mit den Neujahrsvorsätzen.
Schließlich finden sich noch einige besinnliche Lieder auf dem Album: Ich bin aus jenem Holze geschnitzt, Der irrende Narr und Seifenblasen.
Das Lied Maskerade wirft einen kritischen Blick auf das Verdrängen, indem es Kriegsinvaliden bei einem Karnevalsumzug beschreibt.

## Titelliste
1. Das Geheimnis im Hefeteig oder Der Schuß im Backofen – 5:27
2. Längst geschlossen sind die Läden – 2:31
3. Der Mörder ist immer der Gärtner – 4:51
4. Cantus 19b – 1:13
5. Ich glaube, so ist sie – 4:08
6. 71½ – 3:24
7. Ich bin aus jenem Holze geschnitzt – 3:13
8. Der irrende Narr – 3:29
9. Ich trag’ den Staub von deinen Straßen oder Berlin – 5:12
10. Maskerade – 3:19
11. Seifenblasen – 2:45
12. Sie ist zu mir zurückgekommen – 3:15

## Auszeichnungen
Das Album erhielt Gold.